# Xenon (procesador)
Xenon es un microprocesador multinúcleo diseñado por IBM para la consola Xbox 360 de Microsoft.
El procesador fue nombrado en clave como "Waternoose" por IBM y "XCPU" por Microsoft, está basado en la arquitectura interna PPC (PowerPC), cuenta con 3 núcleos de proceso simétricos. Dichos núcleos son un diseño modificado de los PPE del CBE (Cell Broadband Engine) de la consola PlayStation 3 de Sony diseñado también por IBM.
Cada núcleo cuenta con dos hilos de proceso simétricos por hardware, lo que ofrece un total de 6 hilos de proceso totales por hardware para juegos. Cada núcleo individual cuenta con 32 KB de caché L1 para instrucciones y 32 KB de caché L1 para datos.
Fue manufacturado en un principio en tecnología de 90nm por Chartered Semiconductor Manufacturing, pero en 2007 fue modificada por la tecnología de 65 nm consiguiendo así un menor costo de producción para Microsoft así como menor consumo energético y mejor disipación del calor producido.

## Especificaciones
- Manufacturado en tecnología de 90 nm.[4] Revision en 2007 por tecnología de 65 nm.[5]
- 165 millones de transistores.
- 3 núcleos de proceso simétricos con dos hilos de proceso por hardware a una velocidad de reloj de 3.2 GHz.[4]
- un coprocesador vectorial VMX128 por cada núcleo.[4]
- 1 MB L2 cache[4]
- 1 Mb de cache L2 (utilizable por la GPU) corriendo a la mitad del reloj del cpu (1.6 GHz). ancho de banda del bus 64 bits.
- 12.8 Gb por segundo de ancho de banda para la caché.
- 5.4 Gb por segundo de PHY.
- 480 GFLOPS de rendimiento flotante.

## XCGPU
El XCGPU donde Microsoft ha integrado a la CPU Xenon, la GPU Xenos y la eDRAM en el mismo paquete fue introducido en la Xbox 360 S. XCGPU se fabrica en un proceso de 45 nanómetros.